# Stotesbury (Misuri)
Stotesbury es un pueblo ubicado en el condado de Vernon en el estado estadounidense de Misuri. En el Censo de 2010 tenía una población de 18 habitantes y una densidad poblacional de 62,61 personas por km².

## Geografía
Stotesbury se encuentra ubicado en las coordenadas 37°58′28″N 94°33′54″O / 37.97444, -94.56500. Según la Oficina del Censo de los Estados Unidos, Stotesbury tiene una superficie total de 0.29 km², de la cual 0.28 km² corresponden a tierra firme y (0.9%) 0 km² es agua.

## Demografía
Según el censo de 2010, había 18 personas residiendo en Stotesbury. La densidad de población era de 62,61 hab./km². De los 18 habitantes, Stotesbury estaba compuesto por el 100% blancos, el 0% eran afroamericanos, el 0% eran amerindios, el 0% eran asiáticos, el 0% eran isleños del Pacífico, el 0% eran de otras razas y el 0% pertenecían a dos o más razas. Del total de la población el 0% eran hispanos o latinos de cualquier raza.